# Jouy-le-Comte

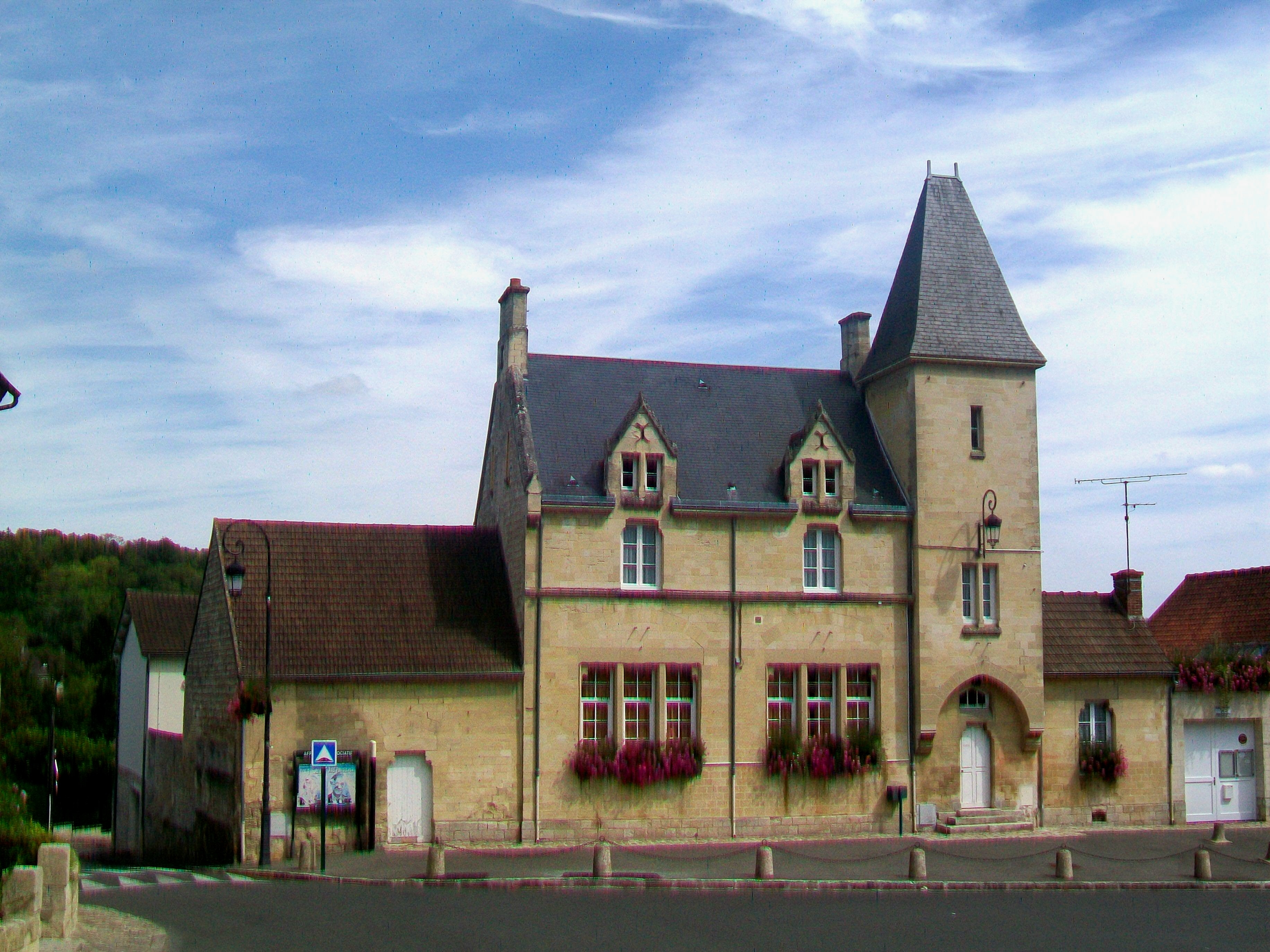
Ehemalige Mairie von Jouy-le-Comte

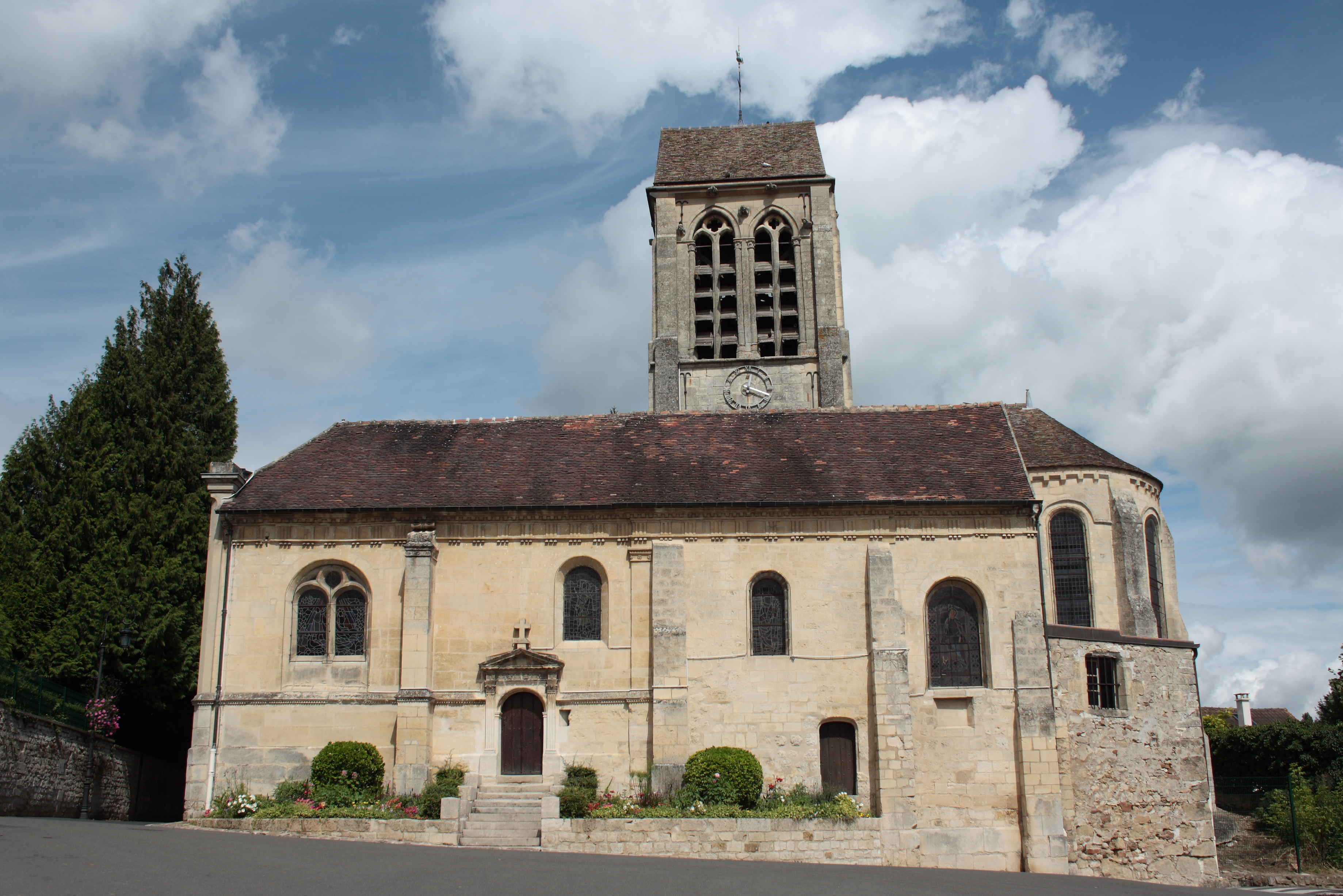
Kirche Saint-Denis, gegenüber der Mairie

Jouy-le-Comte ist ein Ortsteil der französischen Gemeinde Parmain im Département Val-d’Oise in der Region Île-de-France. 

## Geschichte
Im Jahr 1228 wurde Jouy-le-Comte erstmals urkundlich in einer Schenkung des Ritters Jehan de Parmeng an die Zisterzienserabtei Notre-Dame du Val erwähnt. 
Die Kirche Saint-Denis wurde im 13. Jahrhundert errichtet. 
In Jouy-le-Comte unterhielt der Templerorden eine Kommandantur.

## Sehenswürdigkeiten
- Kirche Saint-Denis, seit 1912 Monument historique
- Ehemalige Mairie